# Surviving Christmas
Surviving Christmas är en amerikansk julfilm från 2004 i regi av Mike Mitchell.

## Handling
Företagsledaren Drew Latham har tröttnat på att fira jul ensam. Han hyr en familj över julhelgen. Han ger familjen Valcos ett erbjudande de borde ha sagt nej till. Deras irriterande gäst och hans orimliga krav gör julfirandet till en mardröm.

## Rollista (i urval)
- Ben Affleck – Drew Latham
- James Gandolfini – Tom Valco
- Christina Applegate – Alicia Valco
- Catherine O'Hara – Christine Valco
- Josh Zuckerman – Brian Valco
- Bill Macy – Doo-Dah/Saul
- Jennifer Morrison – Missy Vanglider
- Udo Kier – Heinrich
- David Selby – Horace Vanglider
- Stephanie Faracy – Letitia Vanglider
- Stephen Root – Dr. Freeman
- Sy Richardson – Doo-Dah Understudy
- Tangie Ambrose – Kathryn
- John 'B.J.' Bryant – Cabbie
- Peter Jason – Suit
- Ray Buffer – Arnie
- Phill Lewis – Levine the Lawyer